# Березняки (платформа)
Березняки — остановочный пункт (бывшая станция) Сахалинского региона Дальневосточной железной дороги. Названа по одноимённому селу.

## История
Платформа открыта в 1911 году в составе пускового участка Южно-Сахалинск — Долинск. До 1990-х годов являлась железнодорожной станцией.

## Деятельность
Пассажирское сообщение по платформе представлено  дизельными поездами, курсирующими ежедневно по маршруту Южно-Сахалинск — Томари  2 раза в сутки.

## Изображения
- В сторону Южно-Сахалинска
- В сторону Ногликов